# Hypodoxa bryophylla
Hypodoxa bryophylla är en fjärilsart som beskrevs av Goldfinch 1929. Hypodoxa bryophylla ingår i släktet Hypodoxa och familjen mätare. Inga underarter finns listade i Catalogue of Life.